# 調解
調解是诉讼程序中，除判决和裁决外，另一種解決爭議的方法。調解過程是由認可調解員，以中立人士身分，協助爭議雙方了解爭議的焦點，探討雙方的利益和需要，尋求共同接受的解決方案，並協助草擬協議書。雙方如達成協議，於協議書上簽署作實，而該協議書是具有法律約束力的。調解過程是由雙方自願參與，過程亦是絕對保密。

## 各地情況

### 臺灣
臺灣的調解制度，可分為司法調解和行政調解。調解和調處的英文翻譯，均為mediation，程序也類似，均在行政機關簽立調解書，然後送法院核定，經法院核定後，有與確定判決同一效力，或至少有執行力。
司法調解規定在民事訴訟法，調解地點在法院。行政調解的規定則散落在各個法規，如《勞資爭議處理法》、《消費者保護法》等，沒有統一的法典，但有共通性的規定《鄉鎮市調解條例》，調解地點在各個行政機關。行政調解，為基於紛爭當事人之合意，由行政機關介入調停紛爭之解決的行政介入形式。行政調處，亦屬行政機關介入調停紛爭之解決的行政介入形式，往往被規定為訴訟之先行程序，或調處不成立者，行政機關得採取後續措施。關於調處和調解並無統一定義，而意義核心相同，各法規在用語上難免任意使用。
由於臺灣的調解，最後都要進入法院司法審查，所以並不是完全的替代性爭端解決方式。

## 組織
著名調解組織包括以下專業團體：
- 香港和解中心
- 香港調解仲裁中心
- 香港律師會
- 香港大律師公會
- 一帶一路律師會
- 香港工程師學會
- 香港測量師學會
- 香港建築師學會
- 香港建築業調解中心
- 特設仲裁學會
- 上海仲裁委員會
- 上海商事調解中心
- 國際調解院